# لیبرتی هیل، شهرستان تالادگا، آلاباما
لیبرتی هیل (به انگلیسی: Liberty Hill) یک منطقهٔ مسکونی در ایالات متحده آمریکا است که در شهرستان تالادیگا، آلاباما واقع شده‌است. لیبرتی هیل ۲۲۵٫۸۶ متر بالاتر از سطح دریا واقع شده‌است.